# Čabranka
A Čabranka egy határfolyó Gorski kotar területén, Horvátország és Szlovénia között. A Kulpa bal oldali mellékvize.

## Leírása
A Čabranka Čabar mellett, az Obrh (546 m) alatt fakad, majd 17,5 km megtétele után a szlovéniai Osilnica közelében, Gerovótól északkeletre folyik a Kulpába. Főbb mellékfolyói: a Sušica, a Tršćanka víznyelő - Paklenski jarak és a Mandli-patak. Čabar közelében egy kis vízierőmű és pisztrángtenyésztő telep is működik rajta.

## Források

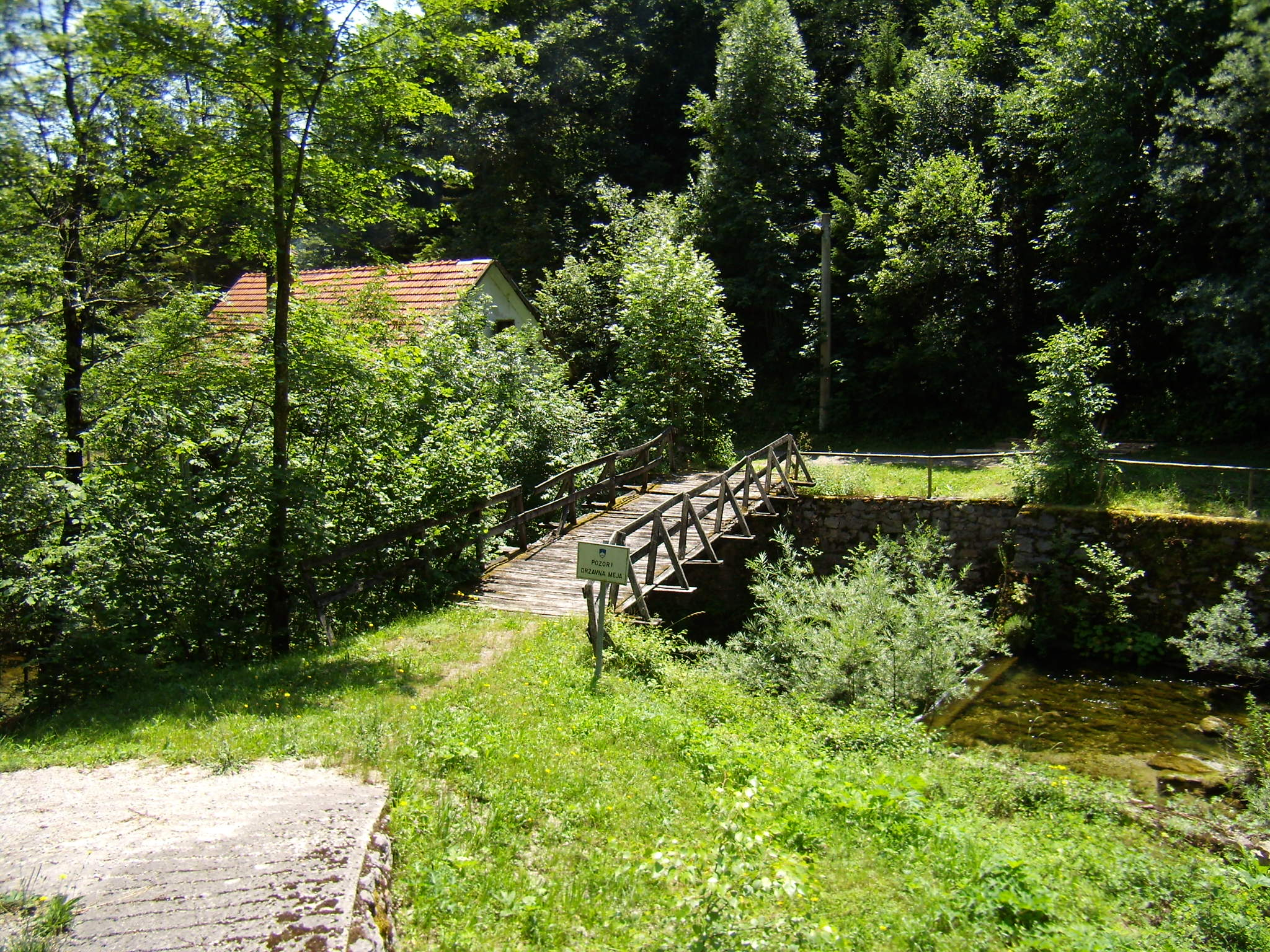
A Čabranka határfolyóként Podplanina előtt